# Флаг сельского поселения Соболевское (Московская область)
Флаг муниципального образования сельское поселение Соболевское Орехово-Зуевского муниципального района Московской области Российской Федерации — опознавательно-правовой знак, служащий официальным символом муниципального образования.
Флаг утверждён 28 декабря 2006 года и внесён в Государственный геральдический регистр Российской Федерации с присвоением регистрационного номера 2861.

## Описание
«Флаг представляет собой прямоугольное красное полотнище с отношением ширины к длине 2:3, несущее посередине изображение жёлтого гребня из герба сельского поселения».

## Обоснование символики
Флаг составлен на основе герба сельского поселения по правилам и соответствующим традициям вексиллологии и отражает исторические, культурные, социально-экономические, национальные и иные местные традиции.
На территории муниципального образования расположено село Хотеичи, известное с конца XVIII века на всю Россию. Известно село своим уникальным гребенным производством. Здесь проводился полный цикл производства: от первичной обработки рогов до окончательной отделки готовых гребней. Спрос на эту продукцию был всегда высоким и на протяжении многих десятилетий Хотеичские гребни продавались на территории всей страны. Помимо гребёночного промысла на территории сельского поселения издавна широкое распространение получило хмелеводство. В конце XIX века местные хмелеводы имели свои постоянные представительства в обеих столицах России: Санкт-Петербурге и Москве.
Изображённый на флаге жёлтый (золотой) украшенный ростками хмеля гребень символизирует мастерство местных умельцев и хмелеводов, прославивших свою родину качественной продукцией.
Красный цвет — символ трудолюбия, мужества, силы, красоты и праздника.
Жёлтый цвет (золото) — символ урожая, богатства, стабильности и уважения.
Фигурки соболей украшающих гребень указывают на название сельского поселения, делая композицию флага гласной.